# Ana Dias

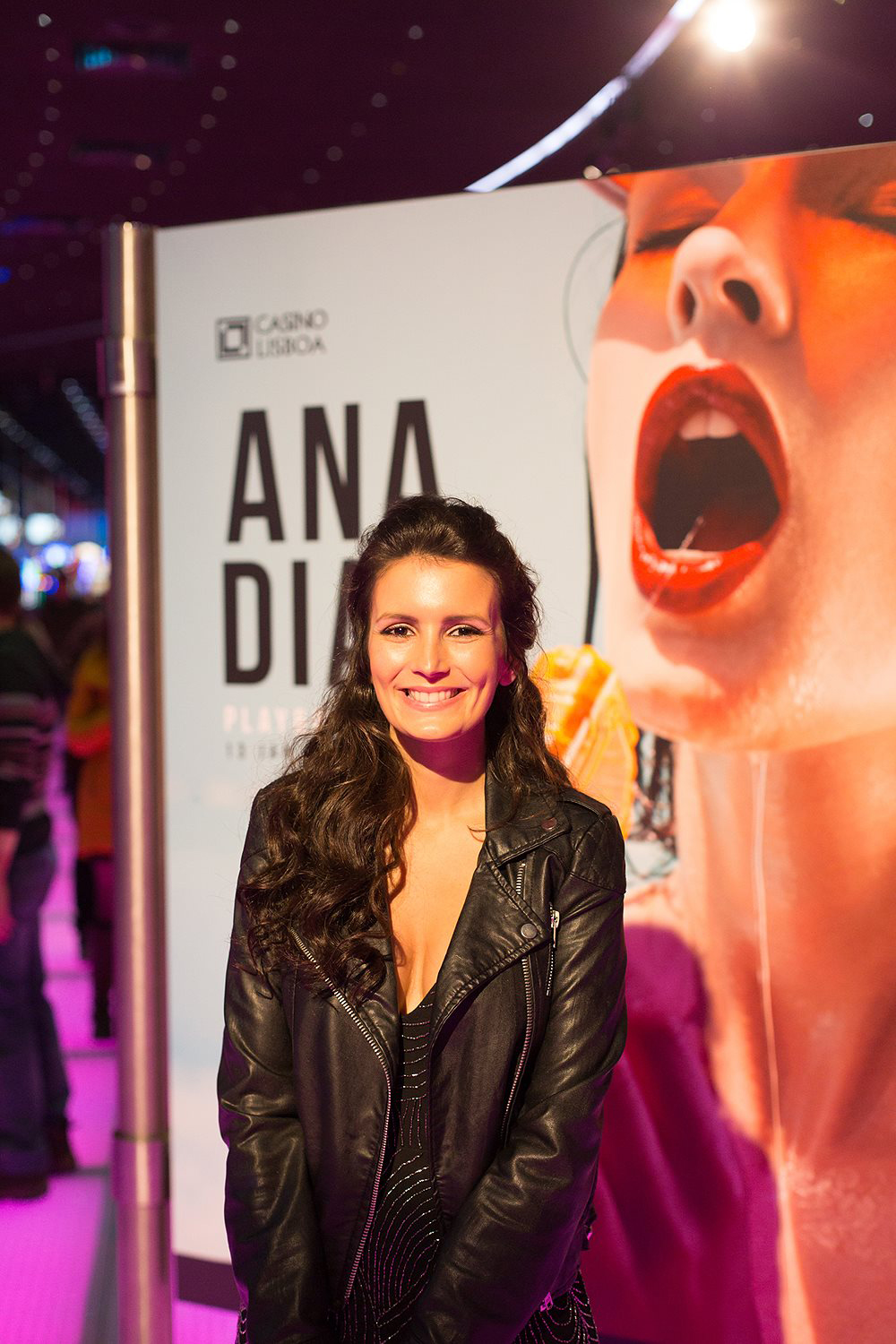
Ana Dias bei der Eröffnung ihrer Ausstellung Playboy World, 2017

Ana Dias (* 15. Juli 1984 in Porto) ist eine portugiesische Fotografin.

## Leben und Arbeit
Ana Dias machte 2007 ihren Abschluss an der Höheren Kunstschule von Porto im Bereich Bildende Kunst mit Schwerpunkt Zeichnen. Anschließend begann sie zunächst, Serigrafie, Lithografie und Gravur an dieser Hochschule zu unterrichten. Ihr Werdegang in der bildenden Kunst brachte sie zur Fotografie, die sich zu ihrer primären Art des künstlerischen Ausdrucks entwickelte. Als Fotografin arbeitet sie hauptsächlich mit Motiven erotischer Weiblichkeit.
Sie gewann 2012 den „Fotoerotika Konkurs“, organisiert von der serbischen Edition des Playboy Magazins, in dem ihre Arbeit veröffentlicht wurde. Im November 2012 fotografierte sie ihr erstes Cover für die portugiesische Ausgabe des Playboy. Es folgten Einladungen vom Playboy-Ausgaben aus der ganzen Welt, darunter Südafrika, Deutschland, Frankreich, Russland, Brasilien, Mexiko und Thailand.
Dias wurde im Juni 2015 vom Playboy eingeladen, die Hauptrolle in der Webserie Playboy Abroad: Adventures with Photographer Ana Dias zu übernehmen. In den 24 Episoden bereist sie jeweils ein anderes Land, um ein Model im Stil eines Playboy-Fotoshootings zu fotografieren. Die Webserie zeigte sowohl den Blick hinter die Kulissen der Fotoshootings als auch die Erlebnisse der Fotografin mit den Models und ihrem Team.
Auf der Titelseite der New York Times erschien am 4. August 2019 ein Bild von Ana Dias, auf dem sie ein Playboymodel fotografiert.
Dias' Bilder erscheinen u. a. auch in Titeln wie Lui, FHM und Maxim.

## Ausstellungen
- Playboy World. Théâtre Mansart (Frankreich), September 2017;[12]
- Playboy World. Casino Tróia (Portugal), August 2017;
- Playboy World. Casino Figueira (Portugal), Juni 2017;[13][14]
- Playboy World. Casino Lisboa (Portugal), Januar 2017.[15]
- Uma Viagem ao Mundo Playboy, Espaço Mude (Portugal), Mai 2015.[16]